# Susan Travers
Susan Travers   (Londres, 23 de setembre de 1909 - Ballainvilliers, 18 de desembre de 2003) va ser una infermera i conductora d'ambulàncies de la Creu Roja Francesa, l'única dona de la Legió Estrangera, on se la va anomenar «la Miss» (la Senyoreta).
Va ser la conductora del general Koenig durant la Segona Guerra Mundial. Per la seva conducta a la batalla de Bir Hakeim, va rebre la Creu de Guerra de 1939-1945. També va ser condecorada amb la Medalla Commemorativa 1939-1945 amb 4 fermalls (Àfrica, Itàlia i l'Alliberament), la Medalla Colonial amb 5 fermalls (Extrem Orient, Bir-Hakeim, Líbia i Eritrea), Medalla al Mèrit sirià (4a classe), Creu de la Llibertat finlandesa i va ser nomenada Oficial de l'Ordre de Tunísia de Nichan Iftikhar i Cavaller de la Legió d'Honor.

## Biografia
Filla d'una aristòcrata i d'un oficial naval britànic, Susan Travers es va instal·lar amb els seus pares a la Riviera francesa durant la dècada de 1920. Abans de la guerra, era una jugadora de tennis semiprofessional.

## Segona Guerra Mundial
Es va allistar com a infermera a la Creu Roja Francesa en esclatar la guerra; més tard va ser destinada com a conductora d'ambulàncies a Finlàndia el 1940. Després de la caiguda de França retorna a Londres i es posa al servei del General de Gaulle. En 1941, era conductora d'un metge del servei sanitari de la 1re Division Française Libre durant la Campanya de Síria, en la qual les forces franceses lliures van lluitar contra els seus conciutadans lleials al govern de Vichy. Es traslladada a la 13a Semi-Brigada de la Legió Estrangera. La 13a Semi-Brigada va ser incorporada a la 1a Brigada de la 1a Divisió Francesa Lliure, comandada pel coronel Marie-Pierre Kœnig. Travers va ser assignada com a conductora de Kœnig i van acabar sent amants.

El maig de 1942, la 1a Brigada Francesa Lliure va ser destinada a Bir Hakeim, l'extrem sud de la línia del 8è Exèrcit britànic a Gazala, a Líbia. Quan l'Afrika Korps es preparava per atacar la línia britànica, Kœnig va ordenar que totes les dones fossin evacuades de la zona. Les forces de l'Eix van atacar el 26 de maig, iniciant la batalla de Gazala. Poc després, Susan Travers es va unir a un comboi que venia de la rereguarda i Kœnig va acceptar la seva petició de tornar a Bir-Hakeim, perquè tenia el pressentiment d'una victòria aliada. Durant les dues setmanes següents, la Luftwaffe va fer més de 1.400 vols sobre posicions aliades mentre quatre divisions germano-italianes van llançar un assalt terrestre. Durant la nit de l'11 al 12 de juny, la 1a Brigada FF va evacuar Bir Hakeim, amb Travers conduint el cotxe de Kœnig. La columna va topar amb camps de mines i foc de metralladora alemanya. Kœnig va ordenar Travers que conduís al davant de la columna. Travers va declarar:
| «                | Ell va dir: «Hem de prendre la iniciativa. Si ho aconseguim, ens seguiran.» Aleshores va ser una sensació fantàstica, circular el més ràpid possible enmig de la nit. La meva principal preocupació era que el motor aguantés. | » |
| — Susan Travers. | |   |

A les 11:30 del matí de l'101 de juny, la columna va entrar a les línies britàniques. El vehicle de Travers tenia onze forats de bala, amb un amortidor destruït i els frens inutilitzats.
Kœnig va ser ascendit a general, i va abandonar el teatre nord-africà per un comandament superior i retrobar-se amb la seva dona. Travers, conduint un canó antitanc autopropulsat, es va quedar amb la Legió Estrangera francesa. Més tard va servir a la Campanya d'Itàlia i al Front Occidental (a França i Alemanya), on va resultar ferida quan el vehicle que conduïa va passar sobre una mina terrestre.

## Postguerra
Després de la guerra, la seva condició militar es va regularitzar. Va sol·licitar i es va inscriure formalment a la Légion Étrangère, com a adjudant-chef. Travers va servir a Indoxina. Es va casar amb l'adjudant-chef de la Legió Nicolas Schlegelmilch, que havia lluitat a Bir Hakeim amb la 13a Semi-Brigada i van tenir dos fills. Jubilats, vivien als afores de París.

## Vida privada
Va tenir diverses relacions sentimentals, incloent Tony Drake, un oficial britànic ajudant de camp de De Gaulle, després el tinent coronel de la Legió Estrangera Dimitri Amilakhvari, finalment, el 1941, que probablement va ser el seu gran amor però de qui es va separar diverses vegades, sobretot després de Bir Hakeim, quan la seva aventura va ser revelada per la propaganda nazi.
El 1947, es va casar amb l'adjudant-chef de la Legió, Nicolas Schlegelmilch, i la parella es va establir a França.

## Posteritat
Durant la vida de Pierre Kœnig es van amagar les traces de la seva relació i fins i tot de la seva existència. Ella mateixa es manté molt discreta sobre la seva carrera fins a la mort del seu marit. L'any 2000, als 90 anys, va escriure, amb l'ajuda de Wendry Holden, la seva autobiografia Tomorrow to Be Brave: A Memoir of the Only Woman Ever to Serve in the French Foreign Legion (ISBN 0552148148); totes les persones que s'hi esmenten llavors ja són difuntes.
L'any 2010, Simone Veil li va retre homenatge durant el seu discurs d'acceptació a l'Acadèmia Francesa a la seu de Pierre Messmer, també antic membre del 13 DBLE.

## Condecoracions
- Chevalière de la Légion d'honneur (1996)
- Médaille militaire (1956)
- Croix de guerre 1939-1945 (octobre 1942) amb palma (citació per Alsàcia) i estel vermell (citació per Bir-Hakeim)
- Croix du combattant volontaire, fermall Guerre 1939-1945
- Croix du combattant
- Médaille coloniale amb 5 fermalls (Extrem Orient, Tunísia, Bir-Hakeim, Líbia, Eritrea)
- Médaille commémorative des services volontaires dans la France libre
- Médaille commémorative de la campagne d'Italie (1943-1944)
- Médaille commémorative française de la guerre 1939-1945 amb 4 fermalls (Àfrica, Itàlia, Alliberament)
- Médaille commémorative de la campagne d'Indochine
- Officier de l'ordre du Nichan Iftikhar (Tunísia)
- Médaille de l’ordre du Mérite de 4e classe (Síria)
- Ordre Liberté Finlande de la Croix de la Liberté de 4a classe per serveis sanitaris